# Tosc
Le Tosc est une montagne qui s’élève à 2 273 m d’altitude au sud du Triglav, dans les Alpes juliennes, en Slovénie.